# Willy Granqvist
Willy Herbert Granqvist, född 9 augusti 1948 i Mälarhöjden, död 31 juli 1985 i Stockholm, var en svensk författare och radioman verksam vid radions kulturredaktion.

## Biografi
Willy Granqvist var en av tre söner till spårvägsarbetaren Herbert Granqvist och Sonja, född Karlsson.
Mellan 1970 och 1971 studerade Granqvist vid Uppsala universitet, men på grund av att han fick en anställning vid Sveriges Radio bestämde han sig för att tills vidare skjuta upp sina studieplaner. Under sin tid vid Sveriges Radio innehade han flera olika tjänster, bland annat som redaktör på kulturradion och Dagens dikt.
Willy Granqvist begick självmord 1985. Han är begravd på Skogskyrkogården i Stockholm.

## Priser och utmärkelser
- 1975 – Stig Carlson-priset
- 1982 – Aftonbladets litteraturpris